# Katarzyna Karpowicz
Katarzyna Karpowicz  (Cracovia, 4 de noviembre de 1985) es una pintora polaca contemporánea.

## Biografía
Karpowicz nació en Cracovia de Anna Karpowicz-Westner (apellido de soltera Wiejak) y Sławomir Karpowicz (1952-2001), ambos pintores.
Su padre era profesor de arte en la Academia de Bellas Artes de Cracovia. Los padres, junto con sus hijas Joanna y Katarzyna, vivieron y pintaron en el estudio que antes era propiedad de 
Olga Boznańska.
En 2005 se graduó de la escuela secundaria de arte «Państwowe Liceum Sztuk Plastycznych» y comenzó sus estudios en la Escuela Nacional de Bellas Artes (Academia de Bellas Artes Jan Matejko) en Cracovia.
Hasta 2008, estudió con Grzegorz Bednarski. Se graduó con honores en 2010 con Leszek Misiak. Las obras de Katarzyna Karpowicz se pueden encontrar en colecciones en Polonia y en el extranjero, así como en la colección del Museo de Arte Contemporáneo de Gdansk.
Vivió y pintó en Budapest (2013-2015) y más tarde en Inglaterra (2015-2016) en Pangbourne.
Ella es una pintora figurativa. En 2019 recibió la beca artística de la Fundación Anna Maria Siemieńska Grazella para artistas jóvenes. Ella concedió varias entrevistas discutiendo su herencia artística y gustos musicales. En una entrevista en Magyar Nemzet un crítico de arte húngaro habla sobre las influencias de Budapest en el arte de Karpowicz.

## Recepción crítica
Entre 2017 y 2019 se ubicó entre los tres primeros entre los jóvenes pintores polacos en un prestigioso concurso 
Young artist compass. 
Su arte recibió comentarios positivos de varios críticos de arte independientes.
El crítico de arte Małgorzata Czyńska menciona que sus pinturas combinan la belleza infantil y la confianza algo ingenua, pero están «llenas de miedo y la experiencia de la crueldad del destino». 
El mismo crítico
escribe que las obras de Katarzyna Karpowicz son profundamente universales y existenciales,
gira en torno a relaciones, expectativas, esperanzas y miedos.
Samanta Belling indica que las obras de Karpowicz demuestran que todavía hay artistas jóvenes que viven para el arte y son capaces de crear una atmósfera que evoca recuerdos pasados. Afirma que "Katarzyna Karpowicz parece estar fuera de esta época, como si viviera más allá del tiempo, al igual que sus pinturas. Al simplificar deliberadamente la forma de su trabajo, nos deja espacio para impresiones, conjeturas e interpretaciones personales".
Kama Wróbel opina que cada nueva serie del trabajo de Karpowicz tiene un significado profundo y proporciona un punto de partida para una consideración multifacética de la condición humana. El historiador de arte Stanisław Tabisz escribe sobre la fascinación de Karpowicz con el circo en Budapest, el eclipse solar observado con su padre en su ciudad natal de Szczebrzeszyn y influencias juveniles en sus pinturas.
Continúa afirmando que "las pinturas de Katarzyna Karpowicz expresan, en su mensaje sincero y directo, la conexión de cada uno de nosotros con el mundo, de experimentarlo todo de una manera única y excepcional".
Daniel Czepiński  escribe que uno se encuentra, entregado en el estudio de Karpowicz,  árboles mágicos, puertas y aberturas que conducen a nuevos mundos.
Adam Szczuciński encuentra  cautivador encanto de lo desconocido  en sus pinturas. También escribe en su ensayo  El punto de vista de un médico 
que el "poderoso talento de Karpowicz hace que sea realmente imposible
permanece indiferente a sus imágenes" y concluye que "infectan la memoria y quedan como imágenes residuales en la retina después de que cerramos los ojos". 
Ewa Ogłoza en la revista de arte  artPaper  escribe que está encantada con las pinturas de Katarzyna Karpowicz y encantada con su actitud de vida y su arte "caracterizado por la gratitud, amabilidad, humildad, seriedad, atención plena y ternura hacia el mundo, gente y cultura ". Afirma que a Karpowicz le encanta pintar y busca consuelo y esperanza en el arte "diseñando sus propios miedos, esperanzas, sueños, da consuelo a los demás".

## Exposiciones, premios y distinciones

### Exposiciones individuales[12]
- 2019 · noviembre, “Litte Big Life”, Platon Gallery, Wrocław
- 2018 · diciembre, "Blue Glass", Galería de Arte, Varsovia
- 2018 · abril, “El teatro de lo cotidiano”, Raven Gallery, Cracovia
- 2017 · octubre, “Adiós, hasta mañana”, Triada Gallery, Gdańsk
- 2017 · abril, “Human Stories”, Galería Promocyjna, Varsovia[20]
- 2016 · abril, “Genius Loci”, Galería Artemis, Cracovia
- 2015 · octubre, “Harold and Ernest”, Iglesia de San Bartolomé, Lower Basildon, Reino Unido
- 2014 · noviembre, “La vida de la imagen”, Galería Szép Műhely, Budapest, Hungría
- 2014 · marzo, “On the road”, Platon Gallery, Wroclaw
- 2013 · octubre, “Katarzyna Karpowicz - pintura”, Klub Adwokatow, Cracovia
- 2013 · abril, "Hombre y animal", Centro de Cultura y Arte de la Región Tge Mazovia - Galería Elektor, Varsovia
- 2012 · agosto, “Horizon”, OdDo Gallery, Gdynia, Polonia
- 2012 · enero, “Entre luces y sombras”, Museo de Farmacia de Cracovia, Cracovia, Polonia
- 2011 · diciembre, “En mis sueños”, Galería de Arte, Varsovia, Polonia
- 2011 · mayo, “Transición”, Galería BWA, Zamosc, Polonia
- 2011 · mayo, "¡Vamos a dormir!", La noche de los museos, Galería de arte, Varsovia, Polonia
- 2011 · enero, “El encuentro”, 2 Worlds Gallery, Cracovia, Polonia

### Exposiciones colectivas seleccionadas[12]
- 2019 · “Pintura joven polaca”, Museo Nacional de Gdansk, Departamento de Arte Contemporáneo
- 2019 · “Art now”, exposición previa a la subasta, Museo Nacional de Cracovia
- 2018 · “XIV Aniversario”, Galería de Arte Montsequi, Madrid, España
- 2018 · “Karpowicze”, exposición de la familia Karpowicz como parte de Capital of a Polish Language Festival, Szczebrzeszyn
- 2018 · “Realismo, dos perspectivas”, Galería BWA, Bydgoszcz
- 2017 · “Leszek Misiak y estudiantes”, Galería Centrum, Centro Cultural Nowa Huta, Galería de la Academia de Bellas Artes, Cracovia
- 2017 · “Configuraciones”, Encuentros Artísticos de Cracovia, Asociación de Artistas y Diseñadores Polacos, Art Bunker, Cracovia
- 2017 · “Small Format”, exposición del distrito de Cracovia de la Asociación de Artistas y Diseñadores Polacos, Raven Gallery, Cracovia
- 2016 · “Espacios, ciudades, arquitecturas, gente”, Galería de Arte Montsequi, Madrid, España
- 2016 · “8 mujeres”, Sociedad Regional para la Promoción de las Bellas Artes, Konduktorownia, Czestochowa
- 2015 · Exposición navideña de la sucursal de Cracovia de la asociación de artistas y diseñadores polacos, Arts Palace, Cracovia
- 2015 · “The Abstract, the Figure”, pintura contemporánea creada en Cracovia, Galería MANK, Szentendre, Hungría
- 2015 · Exposición de pinturas y esculturas de la sección de Cracovia de la Asociación de Artistas y Diseñadores Polacos, Galería Centrum, Centro Cultural Nowa Huta, Cracovia
- 2015 · “Ejercicio”, Galería Platan, Budapest
- 2014 · “4 x Karpowicz”, Raven Gallery, Cracovia
- 2013 · “Zakynthos 2013”, Galería Stalowa, Varsovia
- 2012 · Katarzyna y Joanna Karpowicz, “El arte salva vidas”, Galeria Fundacji Promocji Sztuki Współczesnej, Varsovia, Polonia
- 2011 · Yokohama Akarenga Soko - presentando a jóvenes artistas de Yokohama y Cracovia - Yokohama, Japón
- 2011 · Palacio de Arte “100 años de ZPAP Cracovia” - Cracovia, Polonia
- 2007 · “Landschaft como sugestivo Vision von Licht und Raum”, exposición colectiva, Steyr, Austria

### Ilustraciones de libros
- Wacław Oszajca, Créame, Felietony, WAM Publishing House, 2015.
- Kasia Skrzynkowska, Balony[21]

### Premios[12]
- 2019 · Premiada con la beca artística de la Fundación Grazella
- 2019 · Tercer lugar en el ranking de artistas jóvenes en Polonia - Art Compas * 2019 Tercer lugar en Compass of Young Artists[22][23]
- 2018 · Segundo lugar en el ranking de artistas jóvenes en Polonia - Art Compas
- 2017 · Segundo lugar en el ranking de artistas jóvenes en Polonia - Art Compas
- 2016 · Cuarto lugar en el ranking de artistas jóvenes en Polonia - Art Compas
- 2015 · Octavo lugar en el ranking de artistas jóvenes en Polonia - Art Compas
- 2014 · Noveno lugar en el ranking de artistas jóvenes en Polonia - Art Compas
- 2012 · Decimotercer lugar en el ranking de artistas jóvenes en Polonia - Art Compas
- 2012 · Mención de Honor en el concurso de pintura E. Eibisch - Varsovia
- 2011 · Premio del presidente de la Asociación del Club de Pintores de Artistas Polacos - Cracovia
- 2008 · Mención de honor por el concurso de cómic autobiográfico Gutek Film
- 2005 · Finalización "I Escuela de Ética Wigierski" organizada por la Universidad Adam Mickiewicz en Poznan
- 2005 · Primer premio en la Bienal Nacional de Pintura "Paisaje Humano" dedicada a Jozef Czapski
- 2004 · Primer premio de pintura en el concurso nacional de arte "Europa contemporánea, gente y lugares" - Katowice